# Steeven Saba
Steeven Saba (24 febbraio 1993) è un calciatore haitiano, centrocampista del Violette e della nazionale haitiana.

## Carriera

### Club
Saba cresce calcisticamente nelle accademie di calcio di due società Haitiane: il Saint Louis de Gonzague e il FC Shana, successivamente gioca per la Weston FC Academy. Dal 2018 al 2020 milita nella massima serie haitiana giocando per il Violette.
Dopo avere effettuato un test per due settimane, il 4 febbraio 2020 passa al Montréal Impact. Causa infortuni e la situazione pandemica, non esordisce mai con il club canadese e a fine stagione non viene esercitata l'opzione per un altro anno.
Il 19 aprile 2021 fa ritorno nel paese natio, tornando a vestire la maglia del Violette.

### Nazionale
Il 30 maggio 2018 esordisce in nazionale subentrando a Jimmy-Shammar Sanon all'inizio del secondo di tempo in un'amichevole contro l'Argentina.
Il 21 giugno 2019 realizza la prima rete in nazionale siglando l'1-0 nel secondo match di  Gold Cup 2019 contro il Nicaragua, partita poi vinta 2-0.

## Statistiche
Statistiche aggiornate al 15 marzo 2023.
| Stagione        | Squadra         | Campionato      | Campionato | Campionato | Coppe nazionali | Coppe nazionali | Coppe nazionali | Coppe continentali | Coppe continentali | Coppe continentali | Altre coppe | Altre coppe | Altre coppe | Totale | Totale |
| Stagione        | Squadra         | Comp            | Pres       | Reti       | Comp            | Pres            | Reti            | Comp               | Pres               | Reti               | Comp        | Pres        | Reti        | Pres   | Reti   |
| --------------- | --------------- | --------------- | ---------- | ---------- | --------------- | --------------- | --------------- | ------------------ | ------------------ | ------------------ | ----------- | ----------- | ----------- | ------ | ------ |
| 2019            | Violette        | D1              | 14         | 2          |                 | -               | -               |                    | -                  | -                  |             | -           | -           | 14     | 2      |
| 2020            | Montréal Impact | MLS             | -          | -          | CC              | -               | -               | CCL                | -                  | -                  |             | -           | -           | -      | -      |
| 2021            | Violette        | D1              | 7          | 0          |                 | -               | -               |                    | -                  | -                  |             | -           | -           | 7      | 0      |
| 2022            | Violette        | D1              | ??         | ??         |                 | -               | -               | CFU                | 4                  | 0                  |             | -           | -           | 4      | 0      |
| 2023            | Violette        | D1              | ??         | ??         |                 | -               | -               | CCL                | 2                  | 0                  |             | -           | -           | 2      | 0      |
| Totale Violette | Totale Violette | Totale Violette | 21+        | 2+         |                 | -               | -               |                    | 6                  | 0                  | -           | -           | -           | 27     | 2      |
| Totale carriera | Totale carriera | Totale carriera | 21         | 2          |                 | -               | -               |                    | 6                  | 0                  | -           | -           | -           | 27     | 2      |

### Cronologia presenze e reti in Nazionale
| Cronologia completa delle presenze e delle reti in nazionale ― Haiti | Cronologia completa delle presenze e delle reti in nazionale ― Haiti | Cronologia completa delle presenze e delle reti in nazionale ― Haiti | Cronologia completa delle presenze e delle reti in nazionale ― Haiti | Cronologia completa delle presenze e delle reti in nazionale ― Haiti | Cronologia completa delle presenze e delle reti in nazionale ― Haiti | Cronologia completa delle presenze e delle reti in nazionale ― Haiti | Cronologia completa delle presenze e delle reti in nazionale ― Haiti |
| Data                                                                 | Città                                                                | In casa                                                              | Risultato                                                            | Ospiti                                                               | Competizione                                                         | Reti                                                                 | Note                                                                 |
| -------------------------------------------------------------------- | -------------------------------------------------------------------- | -------------------------------------------------------------------- | -------------------------------------------------------------------- | -------------------------------------------------------------------- | -------------------------------------------------------------------- | -------------------------------------------------------------------- | -------------------------------------------------------------------- |
| 29-5-2018                                                            | Buenos Aires                                                         | Argentina                                                            | 4 – 0                                                                | Haiti                                                                | Amichevole                                                           | -                                                                    | 45’                                                                  |
| 24-3-2019                                                            | Port-au-Prince                                                       | Haiti                                                                | 2 – 1                                                                | Cuba                                                                 | Qual. CONCACAF Nations League 2019-2020                              | -                                                                    | 72’                                                                  |
| 2-6-2019                                                             | Washington                                                           | Haiti                                                                | 0 – 1                                                                | El Salvador                                                          | Amichevole                                                           | -                                                                    | 45’                                                                  |
| 7-6-2019                                                             | La Serena                                                            | Cile                                                                 | 2 – 1                                                                | Haiti                                                                | Amichevole                                                           | -                                                                    | 63’                                                                  |
| 17-06-2019                                                           | San José                                                             | Haiti                                                                | 2 – 1                                                                | Bermuda                                                              | Gold Cup 2019 - 1º turno                                             | -                                                                    |                                                                      |
| 21-06-2019                                                           | Frisco                                                               | Nicaragua                                                            | 0 – 2                                                                | Haiti                                                                | Gold Cup 2019 - 1º turno                                             | 1                                                                    | 73’                                                                  |
| 25-06-2019                                                           | Harrison                                                             | Haiti                                                                | 2 – 1                                                                | Costa Rica                                                           | Gold Cup 2019 - 1º turno                                             | -                                                                    |                                                                      |
| 29-6-2019                                                            | Houston                                                              | Haiti                                                                | 3 – 2                                                                | Canada                                                               | Gold Cup 2019 - Quarti di finale                                     | -                                                                    | 84’                                                                  |
| 7-7-2019                                                             | Phoenix                                                              | Haiti                                                                | 0 – 1                                                                | Messico                                                              | Gold Cup 2019 - Semifinali                                           | -                                                                    | 99’                                                                  |
| 8-9-2019                                                             | Willemstad                                                           | Curaçao                                                              | 1 – 0                                                                | Haiti                                                                | CONCACAF Nations League 2019-2020 - 2º turno                         | -                                                                    |                                                                      |
| 11-9-2019                                                            | Port-au-Prince                                                       | Haiti                                                                | 1 – 1                                                                | Curaçao                                                              | CONCACAF Nations League 2019-2020 - 2º turno                         | -                                                                    |                                                                      |
| 18-11-2019                                                           | San José                                                             | Costa Rica                                                           | 1 – 1                                                                | Haiti                                                                | CONCACAF Nations League 2019-2020 - 2º turno                         | -                                                                    | 64’ 93’                                                              |
| 25-3-2021                                                            | Port-au-Prince                                                       | Haiti                                                                | 2 – 0                                                                | Belize                                                               | Qual. Mondiali 2022                                                  | -                                                                    | 46’                                                                  |
| 12-6-2021                                                            | Port-au-Prince                                                       | Haiti                                                                | 0 – 1                                                                | Canada                                                               | Qual. Mondiali 2022                                                  | -                                                                    |                                                                      |
| 16-6-2021                                                            | Chicago                                                              | Canada                                                               | 3 – 0                                                                | Haiti                                                                | Qual. Mondiali 2022                                                  | -                                                                    | 77’                                                                  |
| Totale                                                               |                                                                      | Presenze                                                             | 15                                                                   |                                                                      | Reti                                                                 | 1                                                                    |                                                                      |

## Palmarès
- Campionato per club CFU: 1

Violette: 2022